# Любомир Пеевски
Любомир Стаменов Пеевски e писател на научна фантастика и фентъзи, предимно предназначени за деца и юноши, драматург, сатирик и хуморист.

## Биография
Роден на 7 септември 1943 г. в с. Фурен, Врачанска област.
Завършва Висшия машинно-електротехнически институт в София през 1970 г. По професия е електроинженер.
Работи като редактор в редакция „Хумор, сатира и забава“ на Българското радио от 1969 г.
Член е на Съюза на българските писатели и на Съюза на българските журналисти.

## Произведения
Пеевски е сред създателите на първата българска буфоопера „Цар и водопроводчик“ (1971).

### Фантастика

#### Романи
- 1976 – „В страната на Черната снежинка“
- 1979 – „Очите на професор Самберг“

#### Повести и новели
- 1981 – „В горите на принц Мъхомъх“
- 1986 – „Там, на брега на езерото“
- 1986 – „Умоляваме ви да запазите спокойствие!“
- 1986 – „Способността да се учудваме“
- 1986 – „Не пропускай удобния случай, защото е краткотраен“
- 1986 – „Да разплачеш плачуща върба“
- 2015 – „Александра и Перушан“

#### Публицистика
- 1983 – „Дързост и философска романтичност“ (за сборника „Петият закон“ от Никола Кесаровски) – сп. „Деца, изкуство, книги“, №6
- 1989 – „Невероятна във времето, земна в пространството“ – в сборника „Невероятната Марта“ от Величка Настрадинова.

### Нефантастика
- 2003 – „Когато ескимосите берат лешници...“ („разкази и миниатюри“) – издателство „Атлантида“
- 2007 – „Третото българско царство и половина“ (пиеса)
- 1986 – „Черни очи за случайни срещи“ (пиеса)
- 1997 – „Крехка нежност... късно следобед“ (пиеса)
- 1981 – „Кабаре Парнас или "Госпожице, да му отпуснем края“ (пиеса)
- 1997 – „Кукер кабаре“ (пиеса)
- 1997 – „Най-хубавите сънища идват по време на сън“ (куклена пиеса)
- 1998 – „Преди последния спектакъл“ (пиеса)
- 1973 – „Цар и водопроводчик“, в съавторство (сатирична буфо опера)
- 1989 – „Чаровни недомлъвства“ (мюзикъл)
- 1992 – „Последен лев“ (мюзикъл)
- 1994 – „Дон Кихот, рицар последен“ (мюзикъл)
- 1994 – „Соната за господин Панайот, балет и оркестър“ (пиеса)
- 2002 – „ХI-ве отвръща на удара“ (мюзикъл)
- 2010 – „Трилър"“ (мюзикъл)
- 1973 – 2003 – „Кафе... с автограф“ (15 опита за театър – поредица)
- 2010 – „Паметник“ (моноспектакъл)
- 2006 – „Пиеси“ (четири пиеси), издателство „Български писател“